# Шайенн (округ, Колорадо)
Шайе́нн (англ. Cheyenne County) — округ в штате Колорадо, США. Официально образован в 1889 году. По состоянию на 2010 год, численность населения составляла 1 836 человек.

## География
По данным Бюро переписи США, общая площадь округа равняется 4 612,795 км2, из которых 4 605,025 км2 суша и 3,200 км2 или 0,000 % это водоёмы.

## Население
По данным переписи населения 2000 года в округе проживает 2 231 житель в составе 880 домашних хозяйств и 602 семьи. Плотность населения составляет менее 1,00-го человека на км2. На территории округа насчитывается 1 105 жилых строений, при плотности застройки менее 1,00-го строения на км2. Расовый состав населения: белые — 92,87 %, афроамериканцы — 0,49 %, коренные американцы (индейцы) — 0,76 %, азиаты — 0,13 %, гавайцы — 0,00 %, представители других рас — 5,11 %, представители двух или более рас — 0,63 %. Испаноязычные составляли 8,11 % населения независимо от расы.
В составе 34,10 % из общего числа домашних хозяйств проживают дети в возрасте до 18 лет, 59,30 % домашних хозяйств представляют собой супружеские пары проживающие вместе, 5,70 % домашних хозяйств представляют собой одиноких женщин без супруга, 31,50 % домашних хозяйств не имеют отношения к семьям, 29,00 % домашних хозяйств состоят из одного человека, 12,40 % домашних хозяйств состоят из престарелых (65 лет и старше), проживающих в одиночестве. Средний размер домашнего хозяйства составляет 2,50 человека, и средний размер семьи 3,12 человека.
Возрастной состав округа: 28,80 % моложе 18 лет, 7,10 % от 18 до 24, 26,20 % от 25 до 44, 21,30 % от 45 до 64 и 21,30 % от 65 и старше. Средний возраст жителя округа 38 лет. На каждые 100 женщин приходится 100,60 мужчин. На каждые 100 женщин старше 18 лет приходится 98,40 мужчин.
Средний доход на домохозяйство в округе составлял 37 054 USD, на семью — 44 394 USD. Среднестатистический заработок мужчины был 32 250 USD против 19 286 USD для женщины. Доход на душу населения составлял 17 850 USD. Около 8,70 % семей и 11,10 % общего населения находились ниже черты бедности, в том числе — 12,90 % молодежи (тех, кому ещё не исполнилось 18 лет) и 10,90 % тех, кому было уже больше 65 лет.